# Le Clairon (quotidien)
Pour les articles homonymes, voir Le Clairon et Clairon (homonymie).

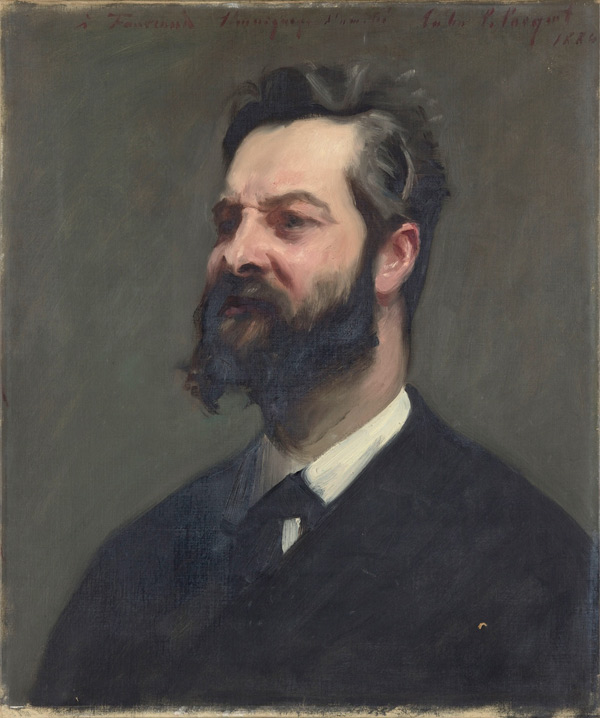
Louis de Fourcaud (1851-1914).

Le Clairon est un éphémère quotidien royaliste et catholique français fondé en mars 1881 avec le soutien de la duchesse d'Uzès, d'Alfred Edwards et de la principale banque catholique, l'Union générale, qui détenait cent actions. Paul Eugène Bontoux (1820-1904), patron de la banque, contrôlait les articles financiers du Clairon, grâce à une « Société de publicité universelle » qu'il avait créée, et qui avait affermé les pages de publicité financière.
Le rédacteur en chef Jules Cornély (1845-1907) avait embauché onze journalistes venus comme lui du quotidien Le Gaulois, parmi lesquels Louis de Fourcaud, Raoul Toché, Gabriel Terrail, dit « Mermeix » (1859-1930), Arsène Houssaye (1815-1896) et Émile Blavet (1838-1924). Rédacteur à La France nouvelle d'Adrien Maggiolo, André Barbes a également appartenu à la rédaction du Clairon dès l'automne 1881.
Faute de lecteurs, le quotidien fut repris par Arthur Meyer, qui acquit aussi Le Gaulois en 1882 et le Paris-Journal, et fusionna les trois titres. L'ensemble devint Le Gaulois nouvelle formule en août 1884. Jules Cornély était entre-temps parti pour le quotidien Le Matin et ne revint au Gaulois qu'en 1888.